# Bustul lui Mihai Eminescu din Băile Herculane
Bustul lui Mihai Eminescu din Băile Herculane este un monument istoric aflat pe teritoriul orașului Băile Herculane.